# Photonectes parvimanus
Photonectes parvimanus är en fiskart som beskrevs av Regan och Trewavas, 1930. Photonectes parvimanus ingår i släktet Photonectes och familjen Stomiidae. Inga underarter finns listade i Catalogue of Life.